# ألفونسو مارتن
ألفونسو مارتن (بالإنجليزية: Alphonso Martin)‏ هو موسيقي بريطاني، ولد في 20 مارس 1956.

## وصلات خارجية
- ألفونسو مارتن على موقع ميوزك برينز (الإنجليزية)
- ألفونسو مارتن على موقع ديسكوغز (الإنجليزية)